# Liga Națională (pallacanestro femminile)
La Liga Națională è il massimo campionato della Romania di pallacanestro femminile.

## Storia
La Liga Națională venne fondata nel 1950, fino al 2012 era nota come Divizia A.

## Organico
Le squadre che hanno partecipato al campionato nella stagione 2024-2025, in ordine di classifica finale, sono state:
  Sepsi S. Gheorghe, campione
  CSM Târgoviște, finalista
  Arad
1. Rapid Bucarest
2. CSM Constanța
3. CSU Cluj-Napoca
4. CS Agronomia Bucarest
5. Olimpia Brașov

## Albo d'oro
- 1950	Ştiinta Bucarest
- 1951	Locomotiva CFR Bucarest
- 1952	 Rapid Bucarest
- 1953	 CSU Cluj-Napoca
- 1954	 CSU Cluj-Napoca
- 1955	Ştiinta Bucarest
- 1956	Constructorul Bucarest
- 1957	Constructorul Bucarest
- 1958	Constructorul Bucarest
- 1959	Constructorul Bucarest
- 1960	 Rapid Bucarest
- 1961	 Rapid Bucarest
- 1962	 Rapid Bucarest
- 1963	Ştiinta Bucarest
- 1964	Ştiinta Bucarest
- 1965	 Rapid Bucarest
- 1966	Politehnica Bucarest
- 1967	Politehnica Bucarest
- 1968	Politehnica Bucarest
- 1969	 Rapid Bucarest
- 1970	Politehnica Bucarest
- 1971	Politehnica Bucarest
- 1972	 Rapid Bucarest
- 1973	Politehnica Bucarest
- 1974	Politehnica Bucarest
- 1975	Sportul Studenţesc Bucarest
- 1976	Sportul Studenţesc Bucarest
- 1977	IEFS Bucarest
- 1978	 Rapid Bucarest
- 1979	 CSM Oradea
- 1980	Politehnica CSŞ 2 Bucarest
- 1981	 CSU Cluj-Napoca
- 1982	 CSU Cluj-Napoca
- 1983	Voința Bucarest
- 1984	 CSU Cluj-Napoca
- 1985	 CSU Cluj-Napoca
- 1986	 CSU Cluj-Napoca
- 1987	 CSU Cluj-Napoca

- 1988	 CSU Cluj-Napoca
- 1989	 CSU Cluj-Napoca
- 1990	 CSU Cluj-Napoca
- 1991	 CSU Cluj-Napoca
- 1992	 CSU Cluj-Napoca
- 1993	 CSU Cluj-Napoca
- 1994	 Arad
- 1995	Oţelinox Târgovişte
- 1996	Oţelul Târgovişte
- 1997	ACRO Bucarest
- 1998	 Arad
- 1999	 Arad
- 2000	 Arad
- 2001	 Arad
- 2002	 CSM Târgoviște
- 2003	 CSM Târgoviște
- 2004	 CSM Târgoviște
- 2005	 CSM Târgoviște
- 2006	 Arad
- 2007	 CSM Târgoviște
- 2008	 Arad
- 2009	 CSM Târgoviște
- 2010	 CSM Târgoviște
- 2011	 Arad
- 2012	 CSM Târgoviște
- 2013	 Arad
- 2014	 CSM Târgoviște
- 2015	 CSM Târgoviște
- 2016	 Sepsi S. Gheorghe
- 2017	 Sepsi S. Gheorghe
- 2018	 Sepsi S. Gheorghe
- 2019	 Sepsi S. Gheorghe
- 2020	annullato[3]
- 2021	 Sepsi S. Gheorghe
- 2022	 Sepsi S. Gheorghe
- 2023	 Sepsi S. Gheorghe
- 2024	CSM Constanţa
- 2025	 Sepsi S. Gheorghe

## Vittorie per club
| Squadra                | Città           | Titolo | Anno                                                                               |
| ---------------------- | --------------- | ------ | ---------------------------------------------------------------------------------- |
| CSU Cluj-Napoca        | Cluj-Napoca     | 14     | 1953, 1954, 1981, 1982, 1984, 1985, 1986, 1987, 1988, 1989, 1990, 1991, 1992, 1993 |
| CSM Târgoviște         | Târgoviște      | 12     | 1995, 1996, 2002, 2003, 2004, 2005, 2007, 2009, 2010, 2012, 2014, 2015             |
| Arad                   | Arad            | 9      | 1994, 1998, 1999, 2000, 2001, 2006, 2008, 2011, 2013                               |
| Rapid Bucarest         | Bucarest        | 9      | 1951, 1952, 1960, 1961, 1962, 1965, 1969, 1972, 1978                               |
| Politehnica Bucarest   | Bucarest        | 8      | 1966, 1967, 1968, 1970, 1971, 1973, 1974, 1980                                     |
| Sepsi S. Gheorghe      | Sfântu Gheorghe | 8      | 2016, 2017, 2018, 2019, 2021, 2022, 2023, 2025                                     |
| Ştiinta Bucarest       | Bucarest        | 4      | 1950, 1955, 1963, 1964                                                             |
| Constructorul Bucarest | Bucarest        | 4      | 1956, 1957, 1958, 1959                                                             |
| Sportul Studenţesc     | Bucarest        | 3      | 1975, 1976, 1977                                                                   |
| CSM Oradea             | Oradea          | 1      | 1979                                                                               |
| Voința Bucarest        | Bucarest        | 1      | 1983                                                                               |
| ACRO Bucarest          | Bucarest        | 1      | 1997                                                                               |
| CSM Constanța          | Costanza        | 1      | 2024                                                                               |